# キーナイ・フィヨルド国立公園

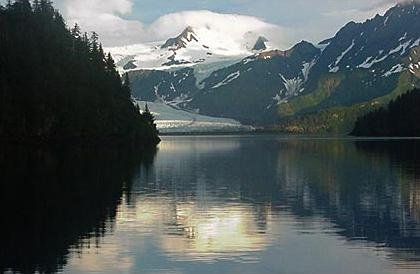
キーナイ･フィヨルド国立公園

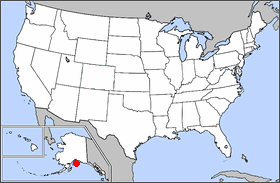
キーナイ・フィヨルド国立公園の位置

1980年12月2日、アラスカ国家利益土地保護法(Alaska National Interest Lands Conservation Act)によって設立されたキーナイ・フィヨルド国立公園（きいない・ふぃよるどこくりつこうえん、Kenai Fjords National Park）は、アラスカ州南央のキーナイ半島に位置し、スワード(Seward)の町に近い米国の国立公園である。公園には、米国内最大の氷原の一つであるハーディング氷原がある。公園の面積は、2,833 km²である。
アンカレッジから南南東へ126kmにあるスワードの町から行くことができる。年間約250,000の訪問者を受け入れており、静かな国立公園の一つではあるが、アラスカにしては極めて観光客が多い。2006年の来園者数は251,630人。

車で行けるアラスカ州内のわずか3つの国立公園の1つで、エグジット氷河の入口から入れる。そこからのんびり歩いていくと、見応えがある氷河の末端にたどりつく。公園に行くもう一つのよくある方法は、スワードから始まるボートでの日帰りツアーである。道中で、海洋動物、切り立ったフィヨルド、潮間氷河が観察できる。その他の方法で行く場合は、大掛かりな計画と未開地の旅行が必要になる。
フィヨルドは、崖や切り立った斜面の間に位置する狭い入り江である。フィヨルドは、沿岸地域に接する山で氷河がかつて形成された場所にある。